# ایلوکا
ایلوکا (به انگلیسی: Iloca) یک دوربین عکاسی فیلم ۱۳۵ ساخت شرکت آگفا است.